# 서울잠원초등학교
서울잠원초등학교는 대한민국 서울특별시 서초구 반포동에 있는 공립 초등학교이다. 반포동에 위치하며 래미안 퍼스티지 근처에 위치해있다.

## 참고 자료
- 서울잠원초등학교 - 한국교육학술정보원 학교알리미